# Belmonte de Gracián
Belmonte de Gracián oder kurz Belmonte ist ein Ort und eine Gemeinde (municipio) mit insgesamt 181 Einwohnern (Stand: 2024) in der Provinz Saragossa der Autonomen Region Aragonien im Nordosten Spaniens.

## Lage und Klima
Die Stadt Belmonte liegt in einer Höhe von ca. 650 m im Tal des Río Perejiles knapp 13 km (Fahrtstrecke) südöstlich der Stadt Calatayud bzw. ca. 95 km südwestlich der Provinzhauptstadt Saragossa. Das Klima ist im Winter rau, im Sommer dagegen gemäßigt bis warm; der spärliche Regen (ca. 395 mm/Jahr) fällt übers Jahr verteilt.

## Bevölkerungsentwicklung
| Jahr      | 1857  | 1900 | 1950 | 2000 | 2017 |
| Einwohner | 1.171 | 867  | 886  | 282  | 206  |

Als Folge zunehmender Trockenheit, der Mechanisierung der Landwirtschaft, der Aufgabe von zahlreichen bäuerlichen Kleinbetrieben und des daraus resultierenden geringeren Arbeitskräftebedarfs auf dem Land ist die Zahl der Einwohner konstant rückläufig (Landflucht).

## Wirtschaft und Infrastruktur
Die Landwirtschaft, auch die Milch- und Weidewirtschaft, spielte über Jahrhunderte hinweg die wichtigste Rolle im vorwiegend auf Selbstversorgung ausgerichteten Wirtschaftsleben der Gemeinde. Im Ort selbst haben sich Händler, Handwerker und Dienstleister aller Art niedergelassen. Seit den 1960er Jahren spielt der Weinbau eine größere Rolle und auch der Tourismus (Vermietung von Ferienwohnungen) hat eine immer größer werdende Bedeutung im Wirtschaftsleben erlangt.

## Geschichte
Die ersten bekannten Bewohner der Gegend um das heutige Calatayud waren – hauptsächlich in Secaisa oder Segeda ansässige –Keltiberer vom Stamm der Lusonen, die später mit den römischen Invasoren zusammenarbeiteten, was zur Ansiedlung von Kolonen führte. Im 8. Jahrhundert wurde die Gegend von arabisch-maurischen Heeren überrannt, deren hier ansässige Nachfolger jedoch spätestens nach der Rückeroberung (reconquista) von Calatayud durch Alfons I. (1120) nach Süden abgedrängt wurden. Seit 1910 nannte sich der Ort Belmonte del Río Perejiles; seit 1985 heißt er offiziell Belmonte de Gracián.

## Sehenswürdigkeiten

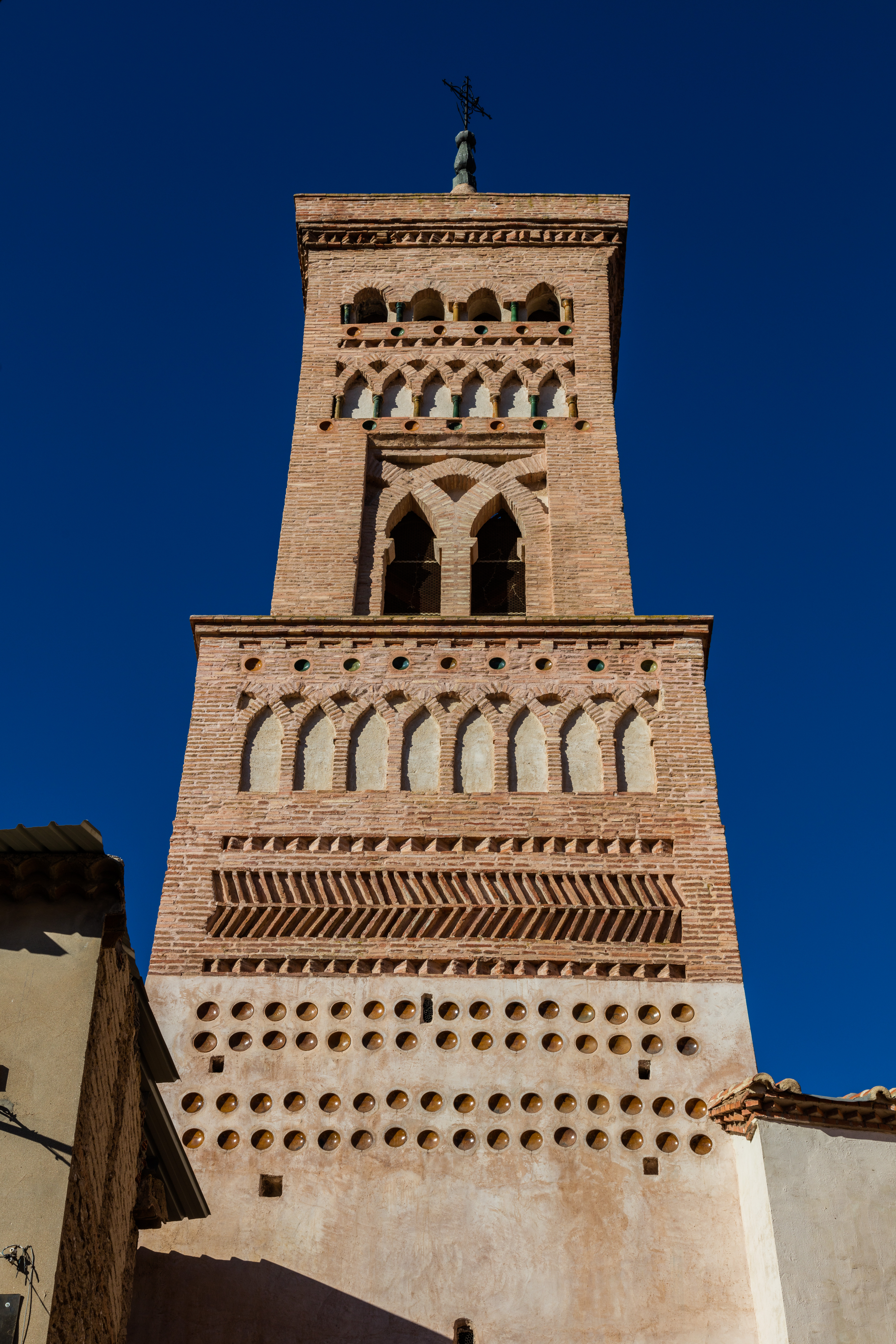
Kirchturm im Mudéjar-Stil

- Es gab eine Festung (hisn) aus maurischer Zeit, an deren Stelle sich heute die Ermita de Nuestra Señora del Castillo erhebt; Reste des alten Bruchsteinmauerwerks haben sich jedoch im Untergeschoss des Turmes erhalten. Die beiden in Mudéjar-Manier aus Ziegelsteinen errichteten und reich dekorierten Turmobergeschosse werden von einer in den 1960er Jahren aufgesetzten Christus-Statue überhöht.[5]
- In der Nähe stehen die eher unscheinbaren Überreste eines Castillo-Palacio aus dem 14. Jahrhundert.[6]
- Der Turm der vom 16. bis zum 18. Jahrhundert neuerbauten Kirche San Miguel stammt vom Vorgängerbau und ist ein kleines Meisterwerk des Mudéjar-Stils der Zeit um 1300.[7] Das mit Fugenmalereien dekorierte Kirchenschiff wird von einem schmuckvollen Netzgewölbe überspannt; die Apsis wurde im 18. Jahrhundert erneuert und ist ein Werk des Neomudéjar-Stils. Der Hauptaltar stammt ebenfalls aus dem 18. Jahrhundert und zeigt den Erzengel Michael in Siegerhaltung.

Umgebung
- Die Ermita de San Roque steht etwa drei Kilometer außerhalb des Ortes.
- Bei Segeda (ca. 3 km südöstlich) wurden Reste einer keltiberischen Siedlung und eines römischen Landgutes (villa rustica) ergraben.

## Persönlichkeiten
- Baltasar Gracián (1601–1658), Schriftsteller, Hochschullehrer und Jesuit